# Vatnsdalsá

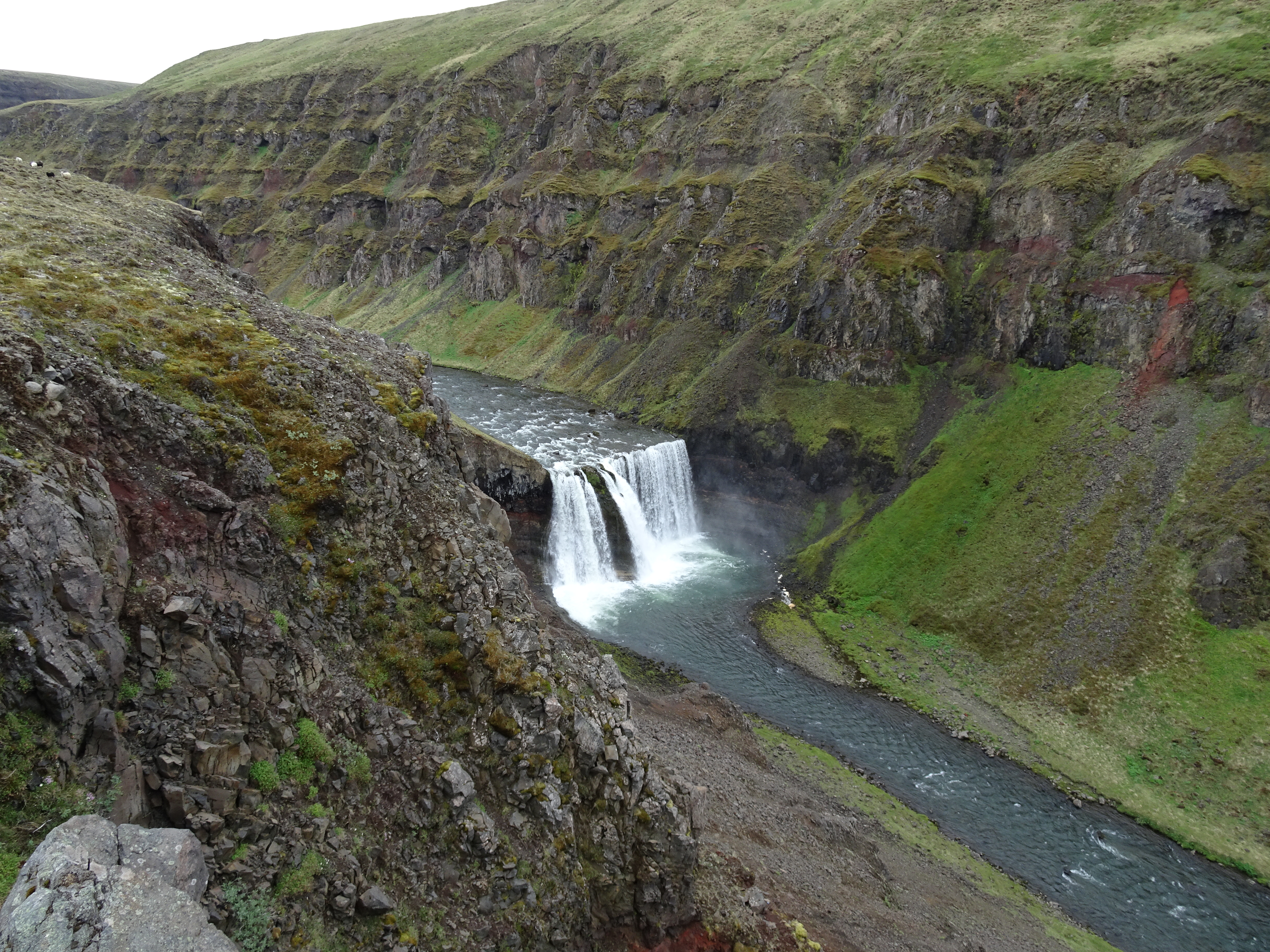
Fallet Dalfoss i Vatnsdalsá

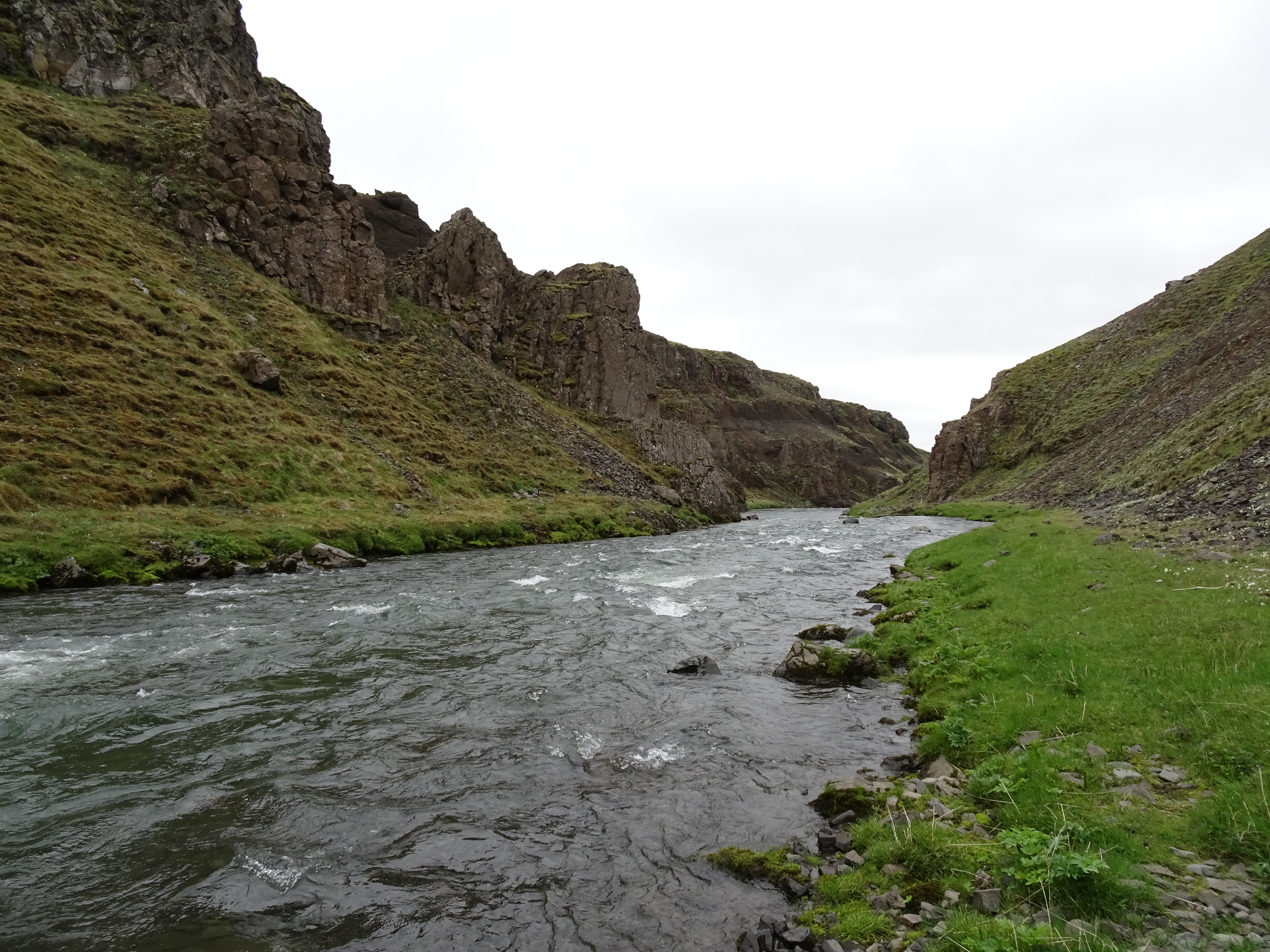
Vatnsdalsá i Forsæludalur.

Vatnsdalsá är en älv som rinner genom dalen Vatnsdalur i Austur-Húnavatnssýsla i regionen Norðurland vestra på norra Island. Älven, som är 74 km lång, har sin början i de höglänta hedarna Haukagilsheiði och Grímstunguheiði, där den samlar vatten från ett stort antal mindre åar och bäckar. Vatnsdalsá uppkommer där åarna Miðkvísl, Fellakvísl och 
Strangakvísl går samman och rinner sedan norrut mot fjorden Húnafjörður i bukten Húnaflói. Väster om Bótarfell störtar älven ner i en djup och ganska lång kanjon, där den ger upphov till ett tiotal vattenfall. De översta och största fallen är Skínandi, Kerafoss och Rjúkandi. Längre ner i klyftan ligger Skessufoss. Framför den långa Forsæludalur, innan älven vid Grímstunga når fram till Vatnsdalur, ligger fallen Dalfoss och Stekkjarfoss.
Vatnsdalsá får flera tillflöden också i Vatnsdalur, i synnerhet från den västra sidan, varav Álftaskálará (Álka) är det största.
Efter det stora fjällskredet den 8 oktober 1720, varvid älven dämdes upp av rasmassor ur Vatnsdalsfjall och den nuvarande sjön Flóðið bildades, byter Vatnsdalsá namn till Hnausakvísl under sina sista sju kilometer från Flóðið till Húnavatn och Húnafjörður.
Älvens avrinningsområde är 993 km². Om även sträckan från Flóðið medräknas blir avrinningsområdet 1170 km².
Vatnsdalsá anses vara en av Islands bästa laxälvar. Laxfisket i älven prisas för övrigt redan i Vatnsdæla saga.